# Gare de Volx
La gare de Volx est une gare ferroviaire française (fermée) de la ligne de Lyon-Perrache à Marseille-Saint-Charles (via Grenoble), située sur le territoire de la commune de Volx, dans le département des Alpes-de-Haute-Provence, en région Provence-Alpes-Côte d'Azur.
Elle est mise en service en 1872 par la Compagnie des chemins de fer de Paris à Lyon et à la Méditerranée (PLM). Elle est fermée en 1979 par la Société nationale des chemins de fer français (SNCF).

## Situation ferroviaire
Établie à 335 mètres d'altitude, la gare fermée de Volx est située au point kilométrique (PK) 332,944 de la ligne de Lyon-Perrache à Marseille-Saint-Charles (via Grenoble), entre les gares ouvertes de La Brillanne - Oraison et de Manosque - Gréoux-les-Bains.
C'était une gare de bifurcation, aboutissement de la ligne de Forcalquier à Volx, après la gare fermée de Saint-Maime - Dauphin.

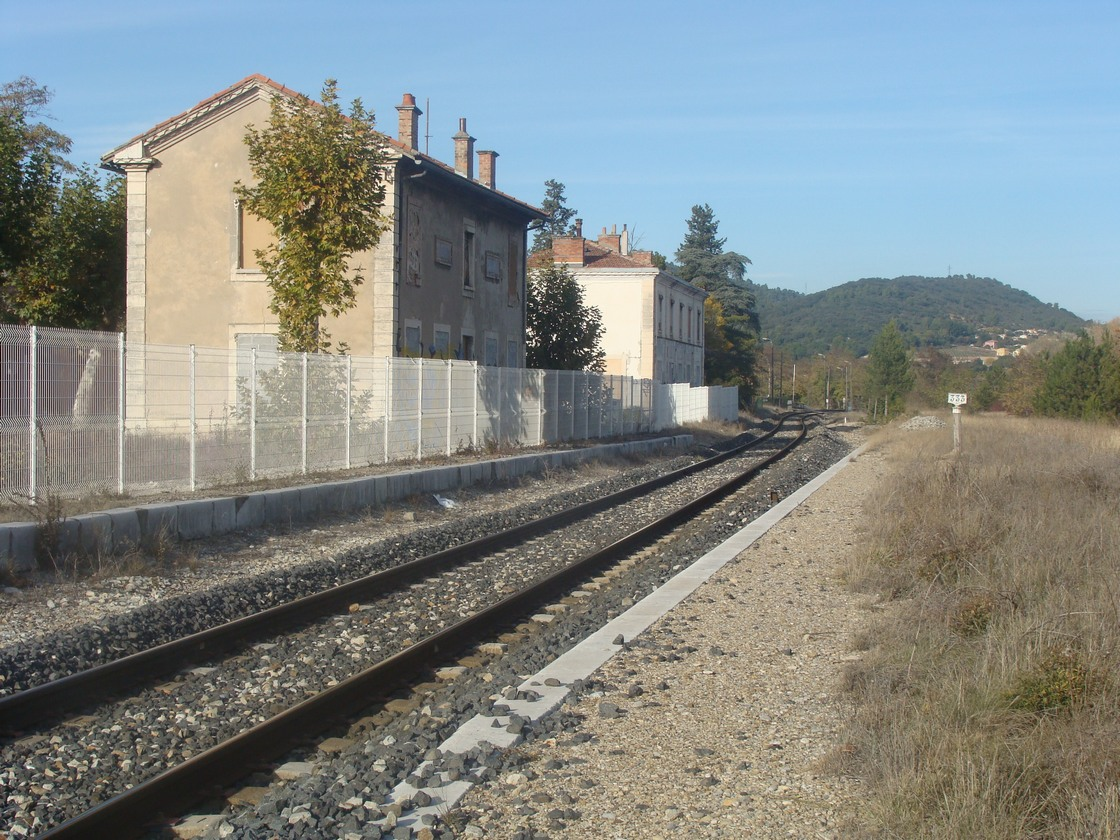
Intérieur de l'ancienne gare.

## Histoire
La ligne de la Compagnie des chemins de fer de Paris à Lyon et à la Méditerranée (PLM), tracée depuis le sud le long de la vallée de la Durance avec ouverture de la section de ligne entre Pertuis et Volx du chemin de fer d'Avignon à Gap, atteint Volx le 8 juillet 1872 ; le segment suivant, jusqu'à Sisteron, entre en fonction le 25 novembre 1872.
La gare de Volx devient une gare de correspondance à partir du 25 octobre 1890, quand sont ouvertes deux lignes PLM se séparant à quelques kilomètres de Volx, à Saint-Maime Dauphin. La première se dirige vers Apt (où elle se poursuit vers Cavaillon et Avignon), la seconde bifurque vers Forcalquier. Ces deux lignes fermeront au trafic des voyageurs le 2 octobre 1938.
Au début du XXe siècle, la gare de Volx disposait d'un buffet et d'une annexe traction équipée d'une remise à locomotives et d'un pont tournant.
Un embranchement particulier, dont la construction a été achevée le 11 mai 1932, desservait depuis la gare de Volx une installation de la compagnie industrielle des Pétroles.
La gare de Volx a été fermée aux voyageurs en 1979.

## Patrimoine ferroviaire
La ligne est toujours en service, les trains passent dans une gare maintenant fermée et en partie désaffectée. Le bâtiment voyageurs a perdu de sa splendeur d'antan pour entrer dans la modernité par les tags (voir images galerie ci-dessous).

galerie de photographies
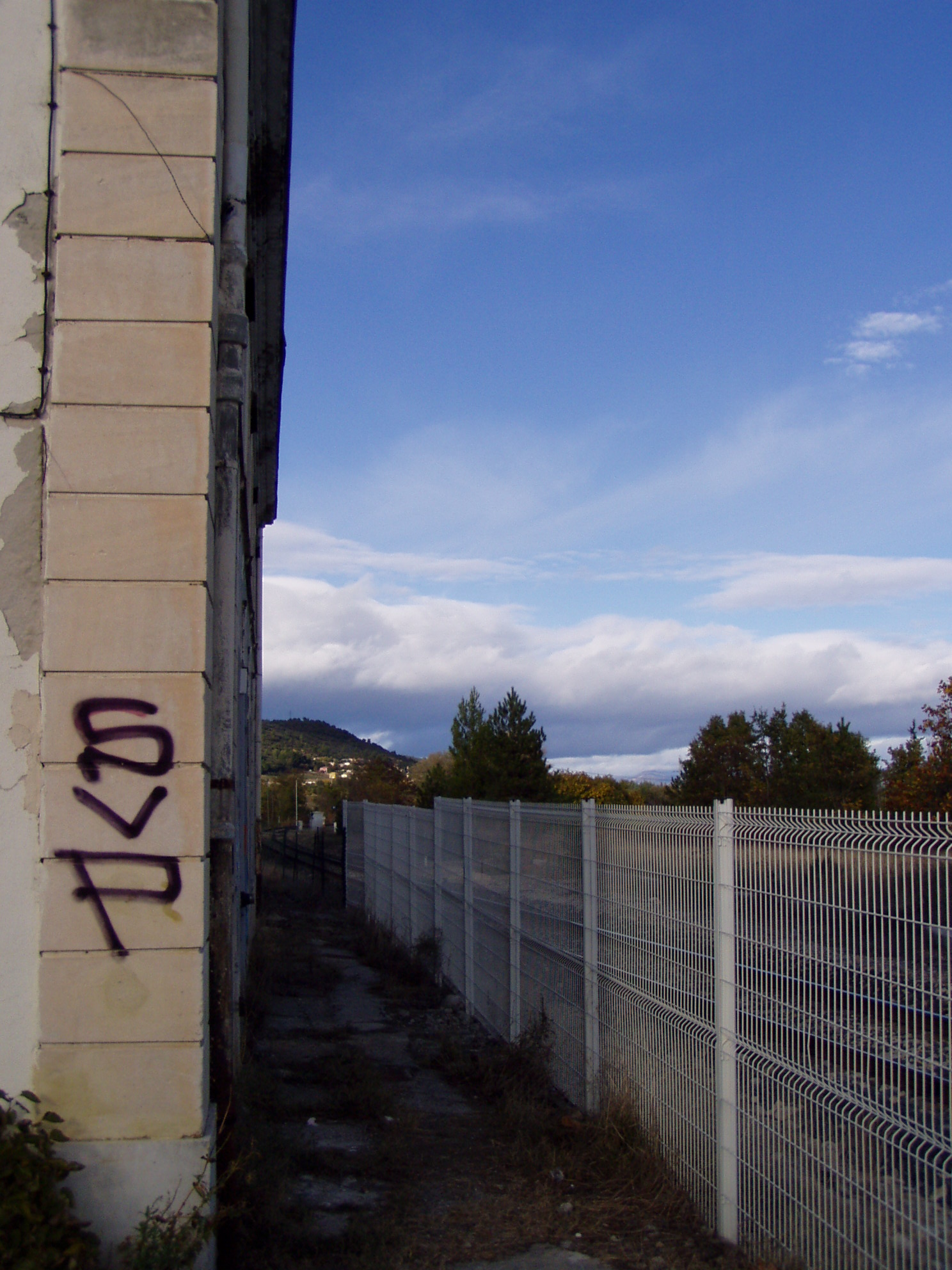
Vue côté quais.
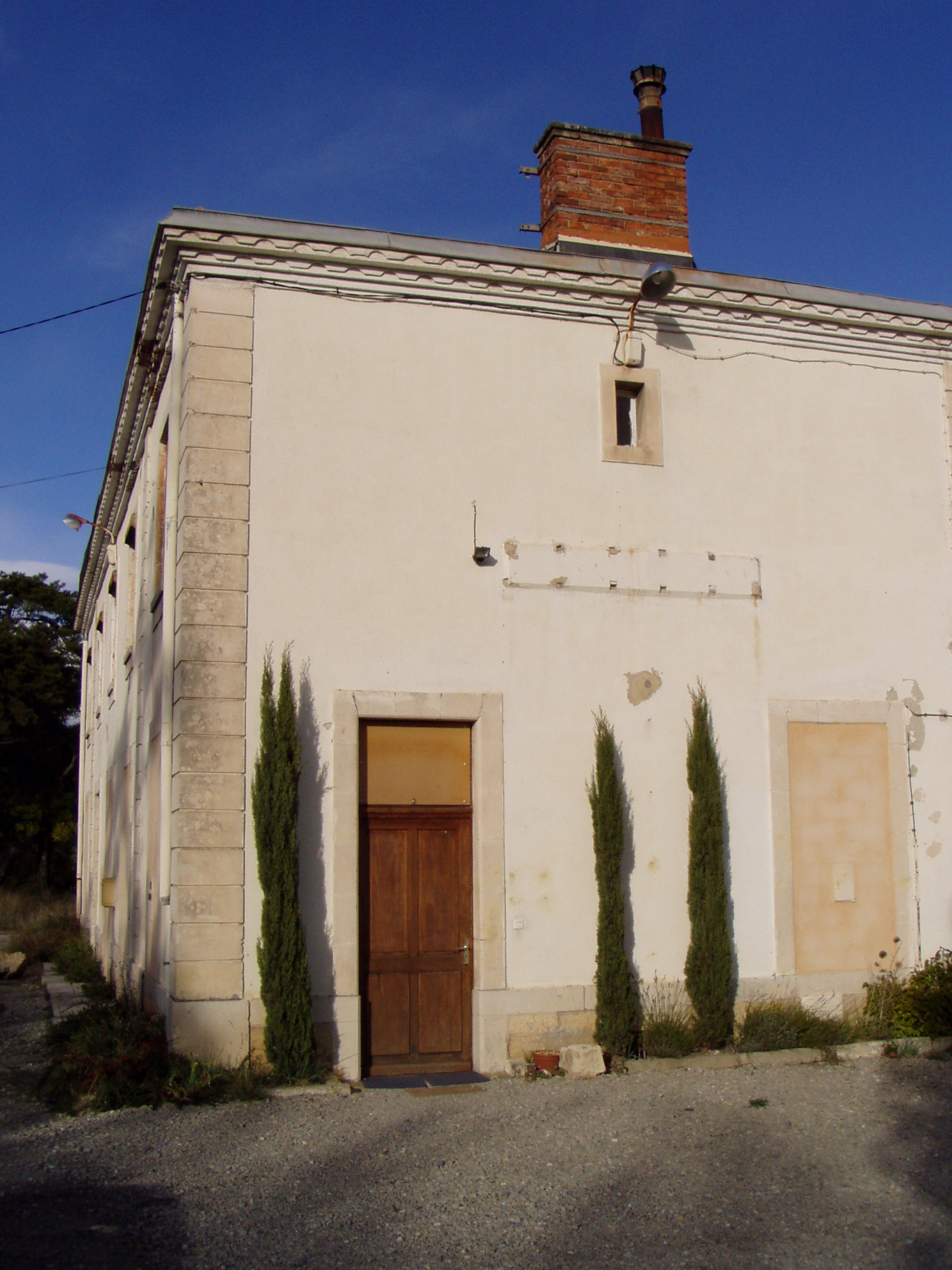
Vue côté sud.
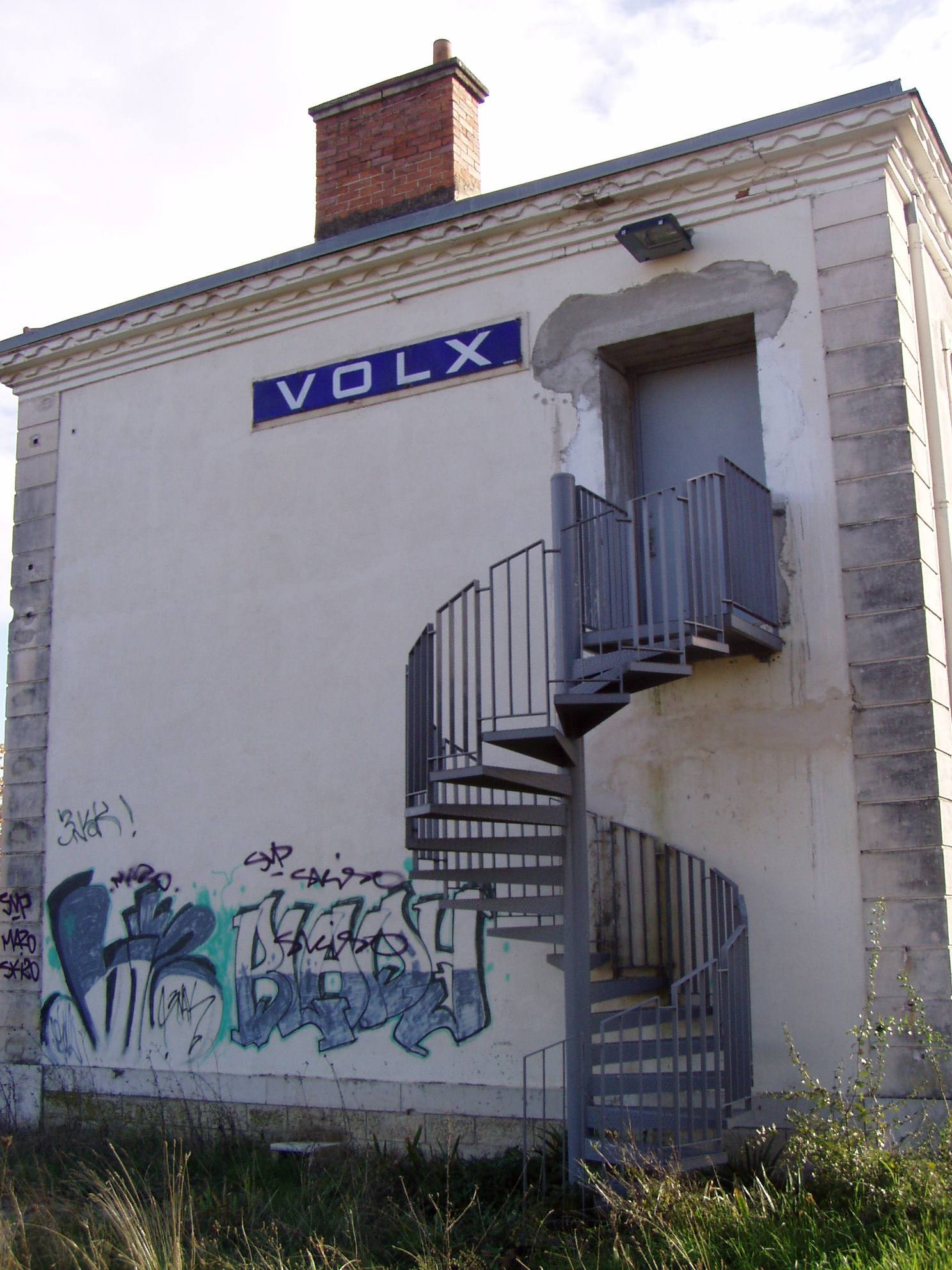
Vue côté nord.
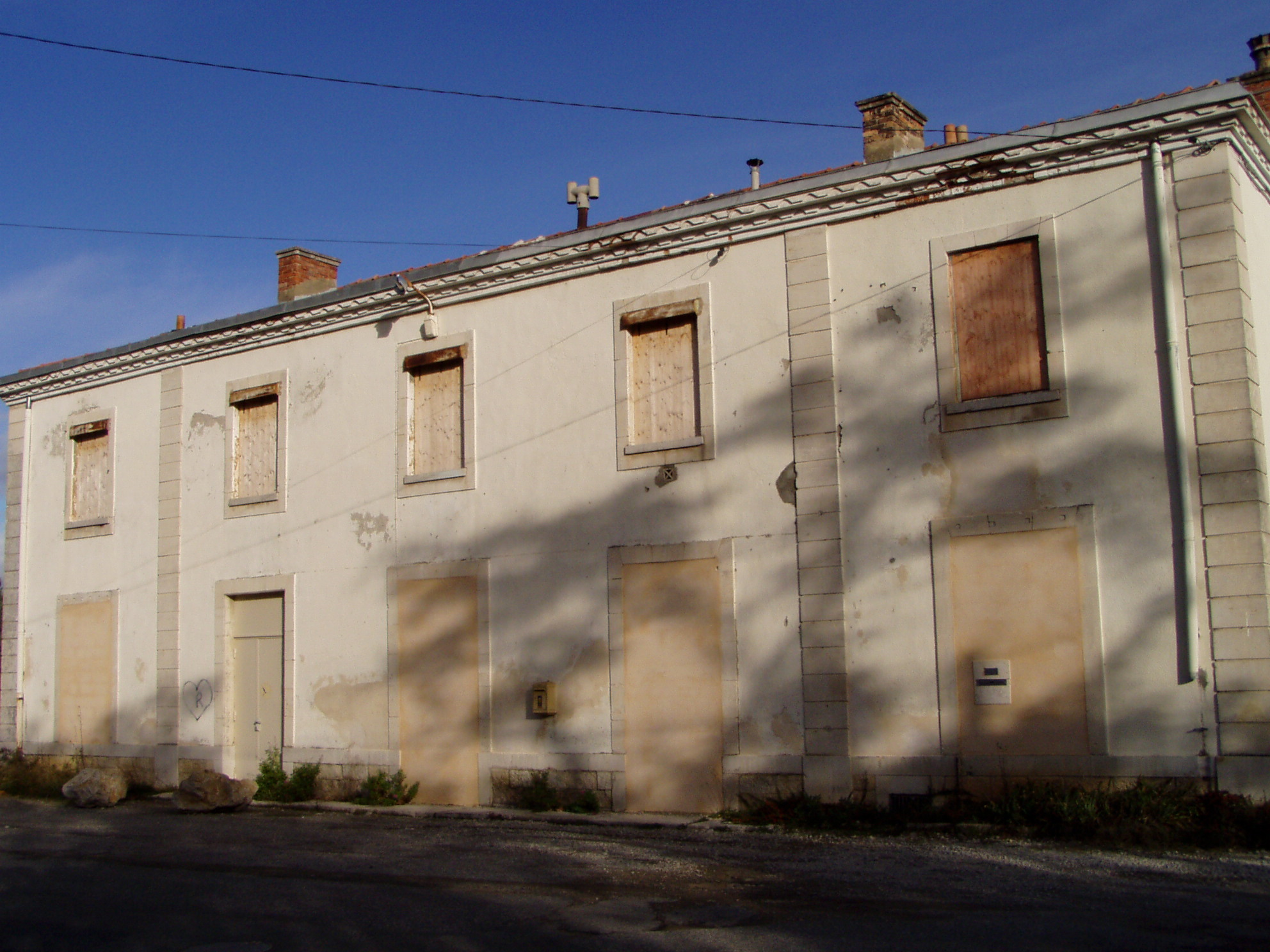
Vue de la route.